# Norr-Gällarsjön
Norr-Gällarsjön är en sjö i Örnsköldsviks kommun i Ångermanland och ingår i Gideälvens huvudavrinningsområde. Sjön har en area på 0,199 kvadratkilometer och ligger 387,3 meter över havet. Sjön avvattnas av vattendraget Norr-Gällarbäcken.

## Delavrinningsområde
Norr-Gällarsjön ingår i det delavrinningsområde (708656-159746) som SMHI kallar för Ovan 708489-159974. Medelhöjden är 425 meter över havet och ytan är 8,3 kvadratkilometer. Det finns inga avrinningsområden uppströms utan avrinningsområdet är högsta punkten. Kalvbäcken som avvattnar avrinningsområdet har biflödesordning 4, vilket innebär att vattnet flödar genom totalt 4 vattendrag innan det når havet efter 120 kilometer. Avrinningsområdet består mestadels av skog (84 procent) och sankmarker (11 procent). Avrinningsområdet har 0,2 kvadratkilometer vattenytor vilket ger det en sjöprocent på 2,4 procent.